# Bioclimatologia
A Bioclimatologia é um campo científico interdisciplinar que tem como objecto de estudo as interações entre a biosfera e a atmosfera terrestre, tendo como escala temporal as estações do ano ou intervalos de tempo superiores (contrastando com a Biometeorologia).

## Exemplos de Processos Relevantes
Os processos climáticos influenciam fortemente a distribuição, tamanho, formas e propriedades dos organismos vivos na Terra. Por exemplo, a circulação geral da atmosfera à escala planetária determina de uma maneira geral as localizações dos grandes desertos ou as áreas sujeitas a regimes de precipitação frequente. Por sua vez, o regime de precipitação determina fortemente o tipo de seres vivos que habitam estes ambientes.
A Biosfera tem tido um papel vital na atual composição química da atmosfera terrestre, em especial durante a evolução inicial do planeta. Atualmente, só a vegetação terrestre troca cerca de 60 biliões de toneladas de carbono com a atmosfera todos os anos, através dos processos de fotossíntese e respiração, tendo desta forma um papel muito importante no ciclo do carbono. De uma perspectiva global e anual, pequenas variações nestes dois processos (como as que ocorrem através de alterações na cobertura vegetal e no uso da terra), contribuem para o corrente aumento das concentrações atmosféricas de dióxido de carbono.

## Bioclimatologia animal
Relaciona os fenômenos naturais do ambiente sobre a vida dos animais. Analisa as relações existentes entre os elementos climáticos e a fisiologia animal.

### Conforto Térmico

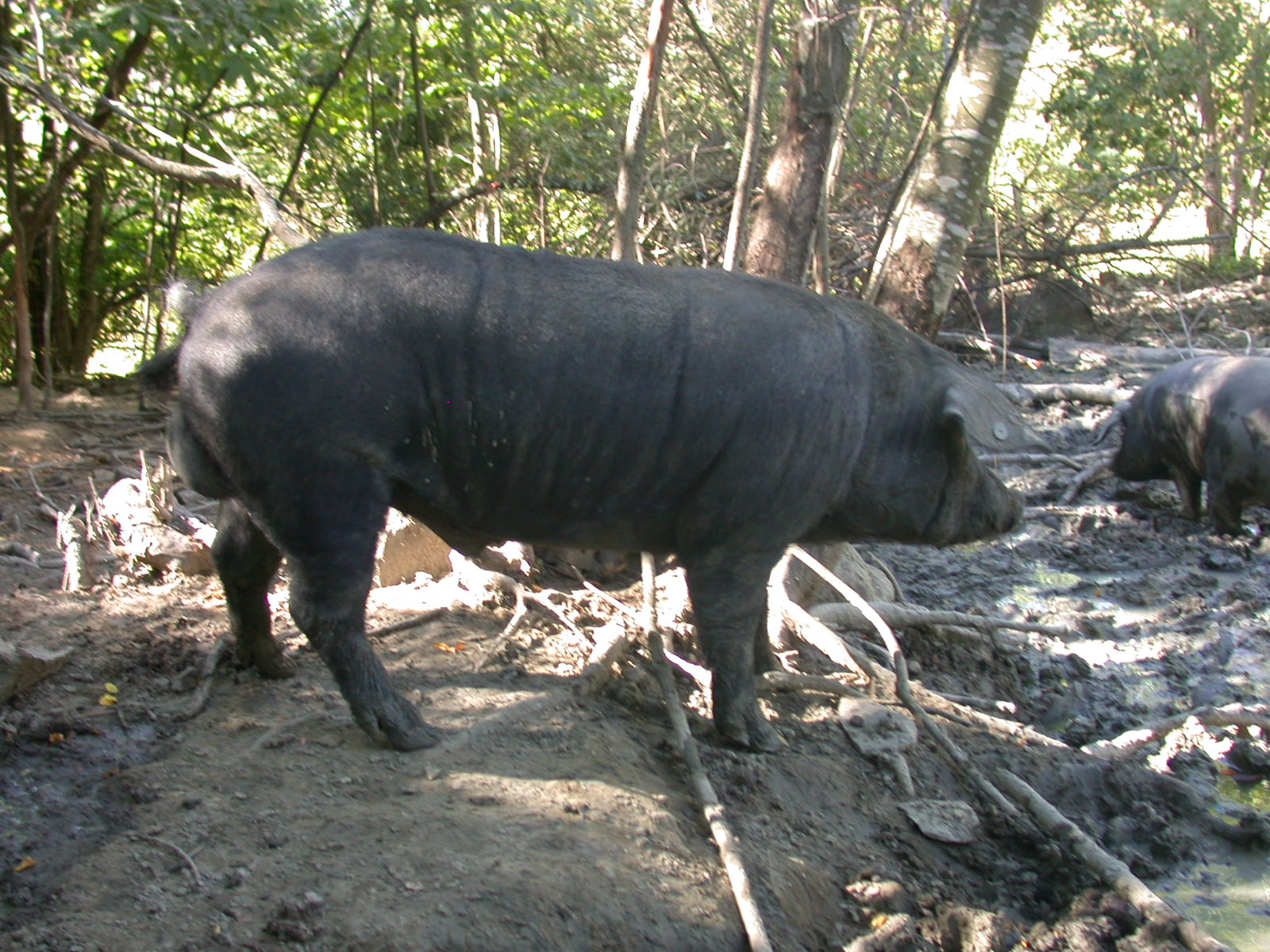
Suíno na lama (troca de calor por Condução)

Para os animais com a capacidade de produzir calor e manter sua temperatura constante (homeotérmicos) independentemente da temperatura do ambiente garantindo o conforto térmico. Para isso o animal utiliza-se dos mecanismo termorregulador, para a sua manutenção da homeotermia, para chegar ao equilíbrio térmico que é onde a produção de calor é igual a dissipação do calor para o ambiente. É necessário estar em constante troca com o ambiente (energia térmica) que sãoː condução, radiação, convecção e evaporação.
- Conduçãoː é quando o corpo troca calor com outra superfície de diferente temperatura,exemploː o suíno por ter número glândulas sudoríparas reduzidas,onde poderia perder calor pela sudorese,para manter sua temperatura retal a 39,2 ºC, em dias mais quentes ele deita na lama (chafurdar),para resfriando sua temperatura corpórea.

- Radiaçãoː  Ocorre de um corpo para o outro, por meio de ondas eletromagnéticas.

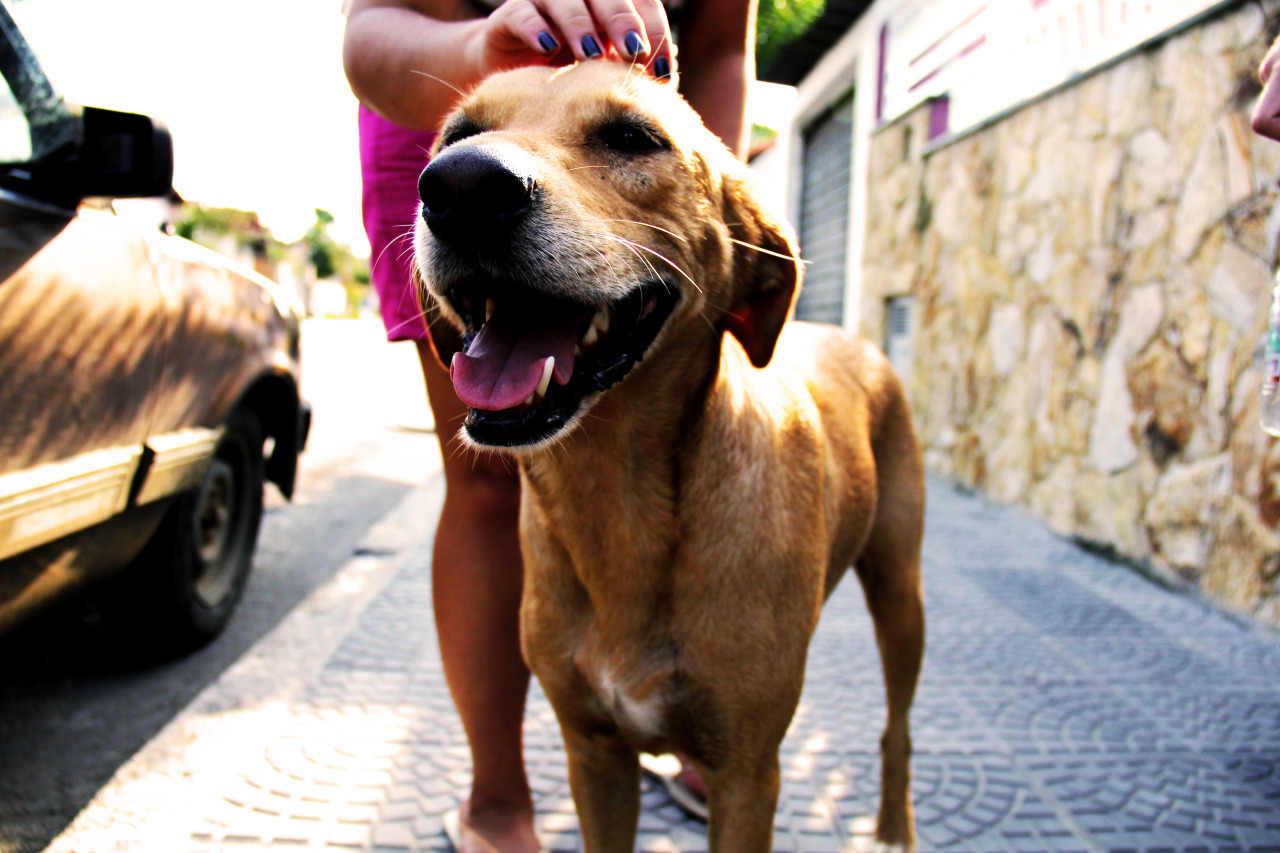
Cãoperdendo calor por evaporação(ofego)

- Convecçãoː ocorre por meio do movimento do vento (ar) ou um fluido. Exemploː em um galpão aviário utiliza-se de ventiladores e arborização.(deslocamento do ar).

- Evaporaçãoː é onde o animal gasta mais energia para o seu corpo. Onde corre perda de calor pelas vias respiratórias e cutânea. Exemploː quando o cão tem sua temperatura acima da normal, como forma de dissipar calor ele coloca a língua para fora, ofego (perda de água pelo ar expirado), pela via cutânea ocorre pelo suor (sudorese).